# Vladimir Karolkov
 (février 2025).
Vladimir Karolkov (1946-2021) dit Korolkov (en russe : Корольков Владимир Михайлович) est un peintre, né en 1946 dans le village de Kastsyukovichy ( Biélorussie), à cette époque dans l'URSS.
Il a étudié à l'Académie d'Arts de Vitebsk, sa mère artiste lui a enseigné également les rudiments de la peinture. 
Puis, il a poursuivi de manière intense le spirituel et l’absolu. Il a été tôt familiarisé à l’œuvre de Malevich, Soutine, puis s'initie vers les portraits et paysages qui représentent une force peu commune. Ils s'en dégagent une puissance et beaucoup d’audace.

## Biographie
Après s'être passionné pour le dessin à ses débuts, il expose ses huiles et sa peinture augure une certaine sensibilité et ses dernières réalisations lui permettent d'intégrer la cour d'honneur d'excellents contemporains à découvrir. Sa peinture est toujours animée d'une facture bien particulière qui ne laisse jamais indiffèrent, associant la nature, les paysages environnants de son cher pays, la Biélorussie. 
Il exprime dans sa peinture tous messages, comme la vie quotidienne, jusqu'aux dissonances musicales.
Aujourd’hui, il fait partie du noyau inconditionnel des peintres, reconnus par ses contemporains et surtout sa peinture est très recherchée par les collectionneurs avertis particulièrement aux États Unis, France et Angleterre.

## La peinture de Karolkov
À partir des années 1990, il associe des couleurs, plus fraîches, plus calmes mais non moins apaisées. Korolkov a été bouleversé tôt par la disparition de ses parents et sa peinture extériorise une vie tourmentée mais apaisée par la découverte de la nature et ses jeux de couleurs qui lèvent toutes ambiguïtés de sa vie.

## Technique
La Biélorussie a toujours été l'un des lieux artistiques les plus vifs en Europe avec l'École de Vitebsk, dernière exposition à Paris en 2019 au Centre Pompidou la nouvelle génération où beaucoup d'artistes ont préféré rester dans leur pays, offre une grande opportunité de découvrir des artistes jusqu'à ce jour inaccessibles.
Karolkov offre une palette d'une richesse extrême, qui se traduit par un pur lyrisme, pictural d'un goût parfait, raffiné, mélangeant les bleues, jaunes, des tons justes et forts qui s'harmonisent dans la somptuosité.Il lui suffit de représenter un aspect quelconque de la nature pour ressentir tout a la fois des émotions.

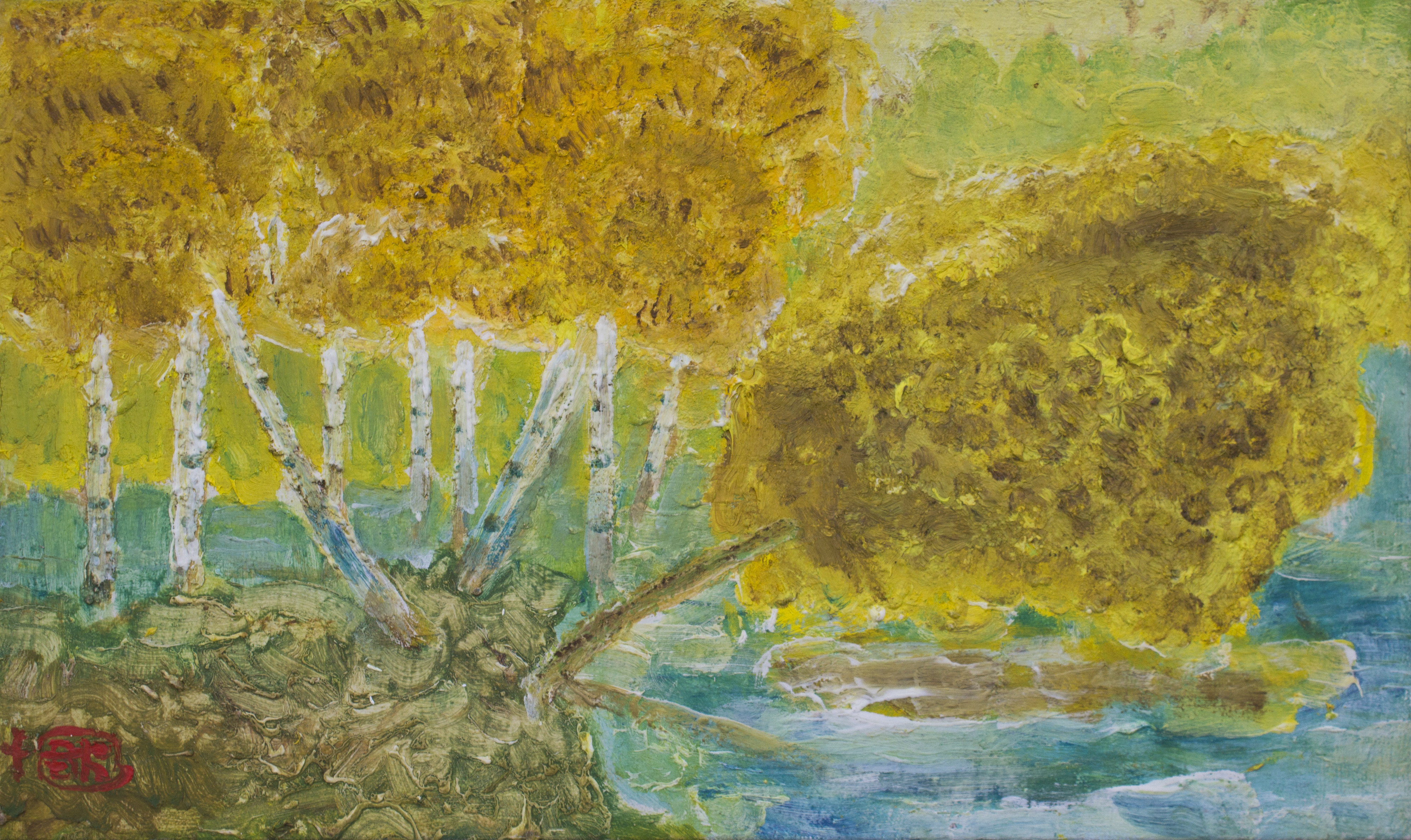
Vladimir Karolkov, Autumn, huile sur toile, 2018

## Expositions personnelles
- 1988 - exposition personnelle d'art, Minsk.
- 2002 - exposition d'art personnelle, Mogilev[4].
- 2003 - exposition d'art personnelle, Minsk.
- 2004 - exposition d'art personnelle, Brest.
- 2005 - exposition d'art personnelle, Grodno.
- 2006 - exposition d'art personnelle, Nienburg, Allemagne.
- 2007 - exposition d'art personnelle, Polotsk.
- 2008 - exposition personnelle d'art au Musée national d'art de Biélorussie, Minsk.
- 2009 - exposition d'art personnel à la bibliothèque régionale de Vitebsk, nommée d'après V. Lénine.
- 2014 - exposition d'art personnel au Musée d'art moderne de Minsk;
- 2015 - exposition d'art personnel au centre d'art moderne de Vitebsk (novembre).

## Expositions collectives
- 1980 - exposition d'art républicain «La jeunesse du pays», Minsk.
- 1982 - exposition d'art républicain «Terre et peuple», Minsk.
- 1982 - l'exposition d'artistes biélorusses, Moscou.
- 1984 - exposition inter républicaine, Kaunas;
- 1987 - exposition internationale à Zielona Góra, PPR.
- 1987 - exposition d'art républicain «Octobre: 70 ans», Minsk;
- 1988 - exposition internationale à Francfort sur l'Oder, RDA.
- 1989 - exposition d'art républicain des régions, Minsk;
- 1990 - exposition internationale, Minsk.
- 1991 - une exposition d'art biélorusse, Tallinn;
- 1982 - exposition d'art républicain «Terre et peuple», Minsk.
- 2012 - exposition d'art républicain «Red Color», Minsk, Art Palace, avril.